# Acacia aemula
Acacia aemula é um arbusto pertencente ao gênero Acacia e subgênero Alatae. É nativo de uma área ao longo da costa sul da Austrália Ocidental.

## Descrição
O arbusto é prostrado a semi-prostrado, ramificado aberto e semelhante a junco que normalmente cresce a uma altura de 20 a 40 cm. Ela produz flores de creme branco de maio a junho.
A espécie foi descrita formalmente pelo botânico Bruce Maslin em 1995 no trabalho Acacia Miscellany 13. Taxonomia de alguns táxons filocladinosos e afilodinosos da Austrália Ocidental (Leguminosae: Mimosoideae) conforme publicado na revista Nuytsia. Posteriormente, foi reclassificado como Racosperma aemulum por Leslie Pedley em 2003 e voltou ao gênero Acacia em 2006.
Duas subespécies são reconhecidas :
- Acacia aemula subsp. aemula[3]
- Acacia aemula subsp. muricata[4]

## Distribuição
É encontrada ao longo da costa sul da Austrália Ocidental nas regiões Great Southern e Goldfields-Esperance estendendo-se de Albany ao leste até o Cape Arid National Park, onde cresce entre afloramentos de granito e planícies perto de riachos em solos arenosos.